# 维根多夫
维根多夫是德国图林根州的一个市镇。总面积4.04平方公里，总人口349人，其中男性185人，女性164人（2011年12月31日），人口密度86人/平方公里。